# ۸ مرداد
۸ مرداد صد و سی و دومین روز سال در گاه‌شماری خورشیدی است. به پایان سال ۲۳۳ روز (۲۳۴ روز در سال کبیسه) باقی‌است.

## رویدادها
- ۵۳۹ پیش از هجرت - بازسازی بندر صور در فنیقیه با هزینه ایران به دستور کوروش بزرگ و تبدیل شدن این شهر به یکی از پایگاه های دریایی ایران در مدیترانه به مدت ۲ قرن.[۱]
- ۱۲۷۰ - ترجمه کتاب سیاست نامه خواجه نظام الملک به زبان فرانسوی.
- ۱۲۹۰ - مجلس شورای ملی برای کسی که محمدعلی شاه مخلوع را دستگیر یا سرش را بیاورد، ۱۰۰ هزار تومان جایزه تعیین کرد.
- ۱۳۰۹ - قهرمانی اروگوئه در جام جهانی ۱۹۳۰.
- ۱۳۱۳ - سیل ۱۳۱۳ تبریز.
- ۱۳۳۶ - بنیانگذاری آژانس بین‌المللی انرژی اتمی در وین.
- ۱۳۴۵ - قهرمانی انگلستان در جام جهانی ۱۹۶۶.
- ۱۳۶۱ - پایان مرحله پنجم عملیات رمضان.
- ۱۳۶۹ - چهارمین نامه صدام حسین به اکبر هاشمی رفسنجانی.[۲]
- ۱۳۸۱ - ثبت ملی گورستان تاریخی بزلر هفشجان با شماره ثبت ۵۹۹۹ به‌عنوان یکی از آثار ملی ایران.
- ۱۳۹۷ - اعتراضات مرداد ۱۳۹۷ ایران.

## زادروزها
- ۱۳۵۰ - پوپک گلدره، بازیگر
- ۱۳۵۰ - شهرام شکوهی، خواننده
- ۱۳۵۸ - حافظ ناظری، خواننده
- ۱۳۵۹ - رحمان احمدی، بازیکن فوتبال
- ۱۳۷۰ - محمد جمشیدی، بسکتبالیست

## درگذشت‌ها
- ۵۴۴ پیش از هجرت - بلاش یکم، شاهنشاه اشکانی.
- ۱۰۷۳ - شاه سلیمان یکم، هشتمین شاه ایران در زمان دودمان صفوی.
- ۱۳۶۹ - ملکه برومند، خواننده و بازیگر[۳][۴]
- ۱۳۶۹ - غلامحسین مصدق، فرزند محمد مصدق
- ۱۳۷۸ - جلال‌الدین مجتبوی، فیلسوف
- ۱۳۸۰ - امیرحسین آریان‌پور، جامعه‌شناش و از اعضای حزب توده ایران
- ۱۳۸۵ - اکبر محمدی، زندانی‌سیاسی
- ۱۳۸۶ - علی مشکینی، نخستین رئیس جامعه مدرسین حوزه علمیه قم پس از انقلاب ۱۳۵۷
- ۱۳۸۹ - اسماعیل ططری، نماینده حوزه انتخابیه کرمانشاه در دوره ششم مجلس شورای اسلامی
- ۱۳۹۴ - مصطفی داوودی، بیست و هفتمین رئیس سازمان تربیت بدنی و معاون رئیس‌جمهور ایران در زمان نخست‌وزیری محمدعلی رجایی
- ۱۳۹۶ - محمود جهان، خواننده

## مناسبت‌ها
- روز شعر و ادبیات آیینی‌.
- روز بزرگداشت محتشم کاشانی.
- روز بزرگداشت شهاب‌الدین سهروردی (شیخ اشراق) در ایران.[۵]
- روز زنجان.

## مناسبت‌های نجومی
- اوج سالانه بارش شهابی کاپا سیگنیدز